# Смородинська печера
Смородинська печера (також: Кирилівська, Змієва) — давня штучна печера у Києві, вік якої сягає часів неоліту, а саме 4—3 тис. до н. е. Археологічна пам'ятка, частина Смородинського археологічного комплексу (наказ Головного управління охорони культурної спадщини від 05.02.2009 № 10/10-09). У переказах печера пов'язана з двобоєм Добрині Микитича зі Змієм Гориничем, звідки і походить варіант назви Змієва.

Два входи до печер з боку Смородинського узвозу

Розташована на схилах Смородинського яру (Смородинський узвіз), поблизу Кирилівської церкви. У широкому сенсі під цією назвою розуміють близько двадцяти печерних споруд у даному районі. Імовірно, виникла як схованка або культове місце носіїв трипільської культури. Протягом 18—19 сторіч була пограбована скарбошукачами. Упродовж 1941—1943 рр. у печері переховувалися члени підпільної групи, що діяла супроти німецьких окупаційних військ. Дослідження печери проводилися відомим археологом В. Антоновичем, П. Роговичем (кінець 19 сторіччя), О. Авагяном і Т. Бобровським (1981). З 1998 дослідження та музеєфікацію печери проводять співробітники Музею історії міста Києва, також вони здійснюють пошук та розкопки інших печер з цієї ж групи.
Матеріали досліджень зберігаються в Інституті археології НАН України та в Музеї історії міста Києва.
Координати: 50.47787, 30.47826.